# Pèrnik
Pèrnik (en búlgar: Перник [ˈpɛrnik]) és una ciutat de l'oest de Bulgària, a uns 20 quilòmetres al sud-oest de Sofia, amb una població de 70.285 habitants el 2021. És la ciutat més poblada de l'oest de Bulgària, després de Sofia i la principal ciutat de la província de Pèrnik.  Es troba a banda i banda del riu Struma, a la vall de Pèrnik, entre les muntanyes Golo Bardo,  Vitosha i les muntanyes Lyulin i Viskyar. Pèrnik és la ciutat principal de la província de Pèrnik, una província de l'oest de Bulgària, que es troba al costat de la frontera amb Sèrbia.
Originalment el lloc d'una fortalesa tràcia fundada al segle IV aC, i més tard un assentament romà, Pèrnik va passar a formar part de l'Imperi Búlgar a principis del segle IX com una fortalesa important. La ciutat medieval va ser una fortalesa búlgara clau durant les guerres del tsar búlgar Samuel contra l'Imperi Romà d'Orient al segle XI, quan estava governada pel noble local Krakra de Pèrnik, resistint setges bizantins diverses vegades.
Des del 1396 fins al 1878 la ciutat va estar sota el domini otomà. Al segle xx, Pèrnik es va desenvolupar ràpidament com a centre de mineria de carbó i indústria pesant. Durant el domini comunista de Bulgària es va anomenar Dimitrovo entre 1949 i 1962 en honor al líder comunista búlgar Georgi Dimitrov.
Pèrnik és una ciutat industrial. La indústria és de vital importància per a l'economia de la província. Pèrnik és el principal centre manufacturer, un dels més grans del país, amb el complex siderúrgic de Stomana; maquinària pesada (mineria i equips industrials); el lignit, els materials de construcció i els tèxtils són els més importants. A prop de Pèrnik, a Radomir, hi ha una enorme planta de maquinària pesada que produeix excavadores i equips industrials, però actualment no funciona a ple rendiment.